# Kramer (Musiker)

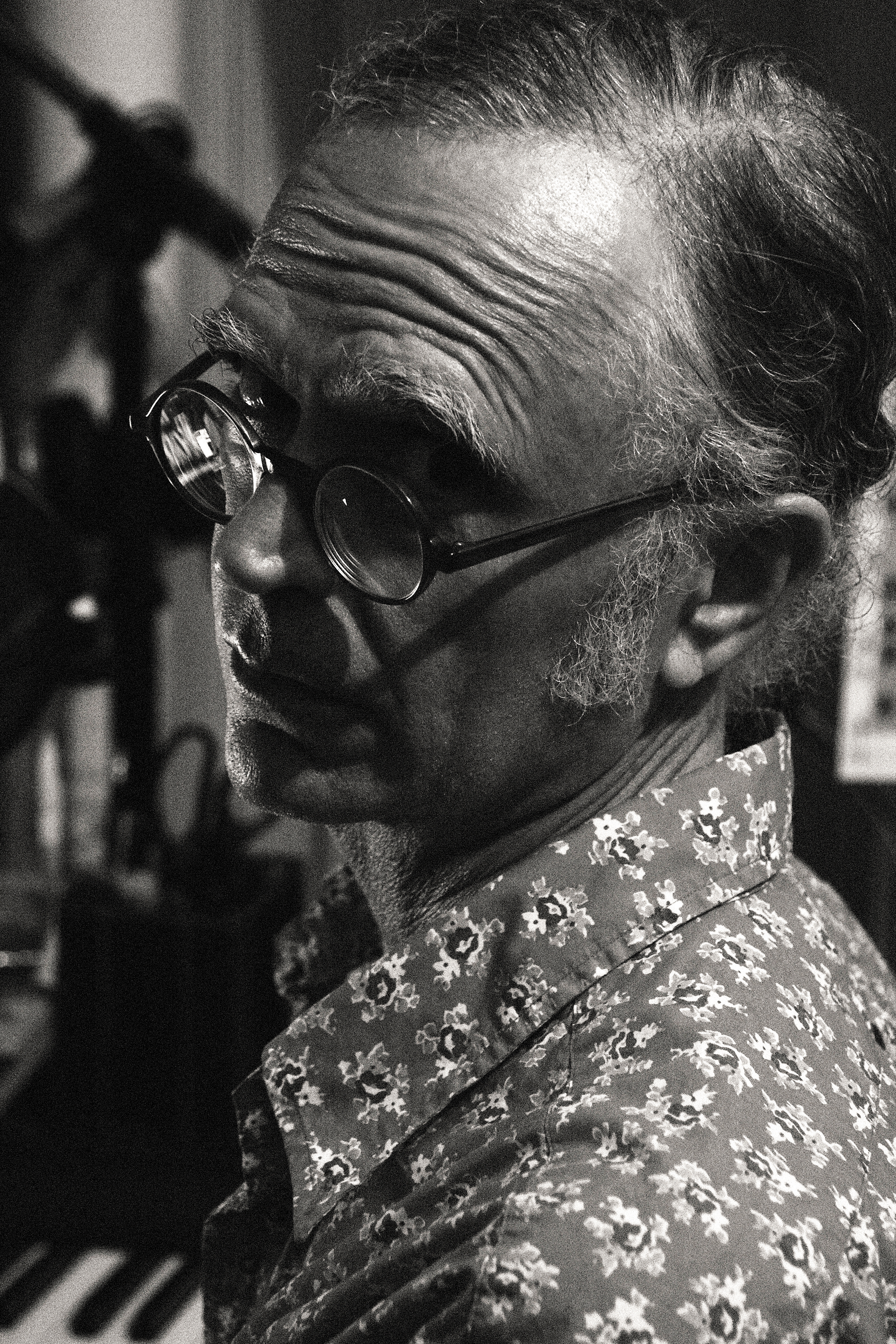
Mark Kramer (2018)

Mark Kramer, eigentlich Stephen Michael Bonner (* 1958 in New York City), besser bekannt als Kramer, ist ein US-amerikanischer Musiker, Komponist, Musikproduzent und Gründer des New Yorker Labels Shimmy Disc. Er spielte unter anderem Bassgitarre in Bands wie Gong, Ween, Half Japanese, Butthole Surfers, The Fugs und kollaborierte mit den Jazz-Musikern John Zorn, Bill Frisell und Hugh Hopper von Soft Machine. Als Musikproduzent realisierte er Veröffentlichungen von Will Oldham, Sonic Youth, Daniel Johnston, Galaxie 500, Low, White Zombie, 22-Pistepirkko und vielen anderen. Er produzierte außerdem die Hit-Single „Girl, You’ll Be A Woman Soon“ von Urge Overkill auf dem Soundtrack des Spielfilms Pulp Fiction von Quentin Tarantino.

## Leben
Kramer begann seine Karriere als Musiker Ende der 1970er Jahre in New York, wo er kurzzeitig Keyboards in der Formation New York Gong spielte, einer Neuauflage der britischen Space-Rock-Band Gong von Daevid Allen. 1980 stieg er als Bassist in der von Eugene Chadbourne gegründeten Band The Chadbournes ein, in der auch John Zorn, Tom Cora und David Licht spielten. 1985 gründete Kramer gemeinsam mit Sängerin und Schauspielerin Ann Magnuson die Band Bongwater, die bis 1992 sechs Alben veröffentlichte. Danach veröffentlichte er mehrere Solo-Alben. Er lebt und arbeitet in Miami, Florida, wo er auch sein Aufnahme- und Mastering-Studio „Noise Miami“ betreibt. 2020 veröffentlichte er fünf Solo-Projekte auf dem Label Joyful Noise in Indianapolis.

## Diskografie (Auswahl)

### Bongwater
- Double Bummer (1988)
- Too Much Sleep (1989)
- The Power Of Pussy (1990)
- The Peel Session (1992)
- The Big Sell-Out (1992)

### Solo-Veröffentlichungen
- The Guilt Trip (1992)
- The Secret Of Comedy (1994)
- Songs From The Pink Death (1998)
- Let Me Explain You Something About Art (1998)
- The Greenberg Variations (2003)
- The Brill Building (2012)
- The Brill Building, Book Two (2017)
- Songs We Sang In Our Dreams (2020)
- Music For Films Edited By Moths (2020)
- And The Wind Blew It Away (2020)
- Make Art, Make Love, Die (2020)

### Kollaborationen
- Roll Out The Barrell (1988, mit Jad Fair)
- Real Men (1991, mit Jad Fair)
- Who’s Afraid? (1992, mit Daevid Allen)
- A Remark Hugh Made (1994, mit Hugh Hopper)
- Hit Men (1995, mit Daevid Allen)
- Huge (1997, mit Hugh Hopper)
- The History Of Crying (2017, mit Jad Fair)